# Cnemidophorus maximus
Cnemidophorus maximus är en ödleart som beskrevs av  Cope 1864. Cnemidophorus maximus ingår i släktet Cnemidophorus och familjen tejuödlor. Inga underarter finns listade i Catalogue of Life.